# Airwalk
Airwalk és una marca estatunidenca de calçat esportiu (skate i surf), amb seu a Denver, Colorado. Va ser fundada el 1986 per Bill Mann, George Yohn i Jess Lagunda. A la fi dels anys 1980 i principis de 1990, l'empresa va dissenyar productes únics i extravertits com sabates, samarretes i botes de surf de neu, entre altres productes. Va patrocinar a esportistes professionals com Jason Lee, Tony Hawk, Ron Allen, Matt Hoffman i Brian Foster. En l'actualitat, Airwalk és una marca que es comercialitza a tot el món.
El model Airwalk The One es va convertir en un dels keds més populars de principis dels anys 1990. L'Airwalk Vic Velcro, que estan equipat amb una llengüeta amb una veta adherent sobre els cordons, és també un model de culte.
El grup de punk rock NOFX va ser patrocinat per Airwalk a principis dels anys 1990 amb el model The One. Com que els membres de NOFX van desaprovar la venda d'Airwalk al fons d'inversió Sunrise Capital Partners, van renunciar al patrocini i van titular irònicament el seu següent àlbum So Long and thanks for all the shoes («Arreveure i gràcies per tots els keds»).